# Liinasaari (ö i Birkaland, Tammerfors, lat 61,61, long 24,47)
Liinasaari är en ö i Finland.   Den ligger i kommunen Orivesi i den ekonomiska regionen Tammerfors och landskapet Birkaland, i den södra delen av landet, 160 km norr om huvudstaden Helsingfors.